# Genito
Genito, właśc. Eugénio Fernando Bila (ur. 3 marca 1979 w Maputo) – mozambicki piłkarz grający na pozycji defensywnego pomocnika. Od 2011 występuje w CD Maxaquene. Wcześniej występował w węgierskim Honvédzie Budapeszt, gdzie rozegrał ponad 100 spotkań ligowych. W 2010 roku wystąpił wraz ze swą reprezentacją na Pucharze Narodów Afryki.